# Alfonso Salmerón

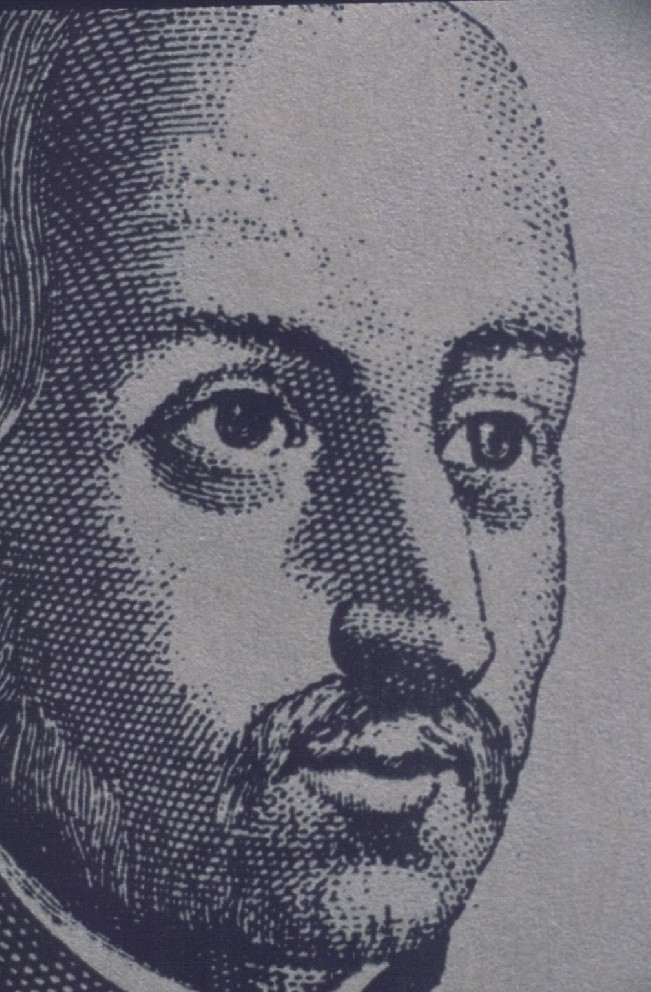
Alfonso Salmerón

Alfonso Salmerón (* 8. September 1515 in Toledo; † 13. Februar 1585 in Neapel) war ein spanischer Jesuit, Prediger und Theologe in der Zeit der Renaissance.

## Leben
Alfonso Salmerón wurde in Toledo geboren. Er studierte zunächst an der Universität Alcalá, wo er Latein und Griechisch lernte und Freundschaft mit Diego Laínez schloss. Salmerón und Laínez gingen im Jahr 1532 zusammen zu weiteren Studien nach Paris, wo sie Ignatius von Loyola kennenlernten. Salmerón und Laínez wurden von ihm in den dreißigtägigen Geistlichen Übungen begleitet. Zusammen mit vier weiteren Gefährten, Peter Faber, Franz Xaver, Alfonso Rodrigues und Nicolás Bobadilla bildeten die drei die Kerngruppe des späteren Jesuitenordens. Am 15. August 1534 legten sie auf dem Montmartre die Gelübde der Armut, der Keuschheit und der gemeinsamen Pilgerfahrt nach Jerusalem ab. Da die Überfahrt nach Jerusalem nicht immer möglich war, legten die sieben Gefährten darüber hinaus ein alternatives Gelübde ab: sollte sich als undurchführbar erweisen, ins Heilige Land zu reisen, würden sich die Männer dem Papst zur Verfügung stellen. Im Jahr 1536 brachten sie mit drei neu hinzugekommenen Gefährten, Jean Codure, Paschase Broet und Claude Jay, nach Venedig auf. Tatsächlich ging aber in diesem Jahr kein Schiff nach Jerusalem, so dass sie beim Papst vorstellig wurden und umfassende Privilegien empfingen, unter anderem, „auf den Titel der Armut und ausreichender Gelehrsamkeit“ die heiligen Weihen zu empfangen. So wurden sie im Jahr 1537 zu Priestern geweiht, Salmerón etwas später als die Übrigen, weil er noch nicht das kanonisch erforderliche Alter erreicht hatte.
Salmeróns Mission als Jesuit führte ihn durch verschiedene Länder Europas: als Prediger wirkte er vor allem in vielen Städten Italiens, 1541/42 als apostolischer Nuntius Pauls III. zusammen mit Broet in Irland und Schottland. Zusammen mit Lainez nahm er als päpstlicher Theologe an der Ersten Sitzungsperiode des Konzils von Trient (1545–1547) teil. Er lehrte auf Einladung  Herzog Wilhelms IV. von Bayern ab 4. Oktober 1549 zusammen mit Petrus Canisius und Claudius Le Jay als Professor an der Universität Ingolstadt. Wurde als Oberer in Neapel, wo er 1551 ein Jesuitenkolleg gründete. In den Jahren 1561/62 war er Generalvikar des Jesuitenordens.

## Werk
Salmeróns apostolisches Wanderleben brachte lange Zeit wenig schriftliche Zeugnisse hervor; als er jedoch alt geworden war und verschiedene gesundheitliche Probleme hatte (u. a. keine Zähne mehr und ein ständig wiederkehrendes Fieber), schrieb er in Neapel einen 21-bändigen Kommentar zum gesamten Neuen Testament. Salmeróns exegetisches Werk zeigt eine profunde Kenntnis der Heiligen Schrift nicht nur in der kanonischen Version der lateinischen Vulgata, sondern auch auf Griechisch, Hebräisch und sogar Syrisch. Ausführlich zitiert er viele Werke der Kirchenväter, von denen er umfassende Kenntnis hatte. Eine ebenso umfassende klassische Bildung, die Salmerón seit seinen ersten Studienjahren in Alcalá befähigte, Autoren aufgrund seines phänomenalen Gedächtnisses auswendig zu zitieren, weist ihn darüber hinaus als Humanist aus.